# Vodovađa
Vodovađa je naselje u Dubrovačko-neretvanskoj županiji, smješteno u općini Konavle.

## Zemljopisni položaj
Vodovađa se nalazi iznad jadranske turističke ceste, oko 38 km jugoistočno od Dubrovnika, prema Crnoj Gori.

## Naziv
Mjesto je dobilo naziv po rječici iz koje se vadila voda (Vodovađa).

## Povijest
Tijekom Domovinskog rata Vodovađu je okupirala JNA i četničke postrojbe te je mjesto u potpunosti bilo uništeno, opljačkano i spaljeno. Nakon rata je mjesto u cijelosti obnovljeno.

## Gospodarstvo
Gospodarstvo je u Vodovađi nerazvijeno, a jedina grana privrede je poljoprivreda.

## Poznate osobe
- Ivan Fiorović, hrvatski isusovački misionar
- Prof. Dr. sc. Pero Ramadan (1944-2001), sveučilišni profesor na Veterinarskom Fakultetu u Zagrebu i boćar.

## Stanovništvo
U Vodovađi, prema popisu stanovnika iz 2011. godine, živi 190 stanovnika, uglavnom Hrvata katoličke vjeroispovjesti.
| broj stanovnika | 307   | 306   | 293   | 320   | 345   | 330   | 299   | 325   | 293   | 302   | 273   | 227   | 236   | 226   | 212   | 190   | 190   |
|                 | 1857. | 1869. | 1880. | 1890. | 1900. | 1910. | 1921. | 1931. | 1948. | 1953. | 1961. | 1971. | 1981. | 1991. | 2001. | 2011. | 2021. |